# Weiten
Weiten település Ausztriában, Alsó-Ausztria tartományban, a Melki járásban. Tengerszint feletti magassága 349 méter, területe 28,53 km².

## Elhelyezkedése
Weiten Raxendorf, Maria Laach am Jauerling, Emmersdorf an der Donau, Leiben, Artstetten-Pöbring és Pöggstall településekkel határos.

## Népesség
| 2016 | 1 091 |
| 2018 | 1 094 |